# Kevin Macdonald (réalisateur)
Pour les articles homonymes, voir McDonald et Kevin McDonald.
Kevin Macdonald (né le 28 octobre 1967 à Glasgow) est un réalisateur et documentariste écossais, également scénariste et producteur.
Après une carrière de documentariste à succès, qui culmine avec Un jour en septembre (1999) et La Mort suspendue (2003), il passe à la fiction en signant le biopic Le Dernier Roi d'Écosse (2007), un succès critique et commercial. Mais ses deux projets hollywoodiens suivants — le thriller politique Jeux de pouvoir (2009) et le peplum L'Aigle de la Neuvième Légion (2011) — déçoivent au box-office.
Depuis, il alterne films indépendants britanniques — Maintenant c'est ma vie (2013) avec Saoirse Ronan, Black Sea (2014) avec Jude Law — et documentaires, comme Marley (2012), Whitney (2018) ou L'Échelle céleste : L'Art de Cai Guo-Qiang (2016).

## Biographie
Kevin Macdonald est le petit-fils du réalisateur, scénariste et producteur hongro-britannique Emeric Pressburger et le frère d'Andrew Macdonald, producteur notamment de Petits meurtres entre amis (1994), Trainspotting (1996) et Une vie moins ordinaire (1997).
Il suit sa scolarité au Glenalmond College (en), situé près de Perth.
En 1995, il commence sa carrière cinématographique avec un documentaire pour la télévision, The Making of an Englishman. C'est l'adaptation de la biographie qu'il a écrite sur son grand-père, parue un an plus tôt sous le titre Emeric Pressburger: The Life and Death of a Screenwriter.
Après la réalisation de plusieurs documentaires biographiques, il dirige en 1999 Un jour en septembre relatif à la prise d'otages et le meurtre de 11 athlètes israéliens lors des Jeux olympiques d'été de 1972 à Munich. L'un des mérites de Kevin Macdonald est d'avoir obtenu, entre autres, le témoignage de Zvi Zamir, l'ancien directeur général du Mossad, de Manfred Schreiber, l'ancien chef de la police munichoise, et tout particulièrement de Jamal Al-Gashey, seul Palestinien survivant de cet événement. L'entretien avec ce dernier, caché en Afrique, est sans doute la caractéristique la plus frappante de ce film narré par Michael Douglas, qui obtient l'Oscar du meilleur film documentaire en 2000.
En 2003, son docudrame La Mort suspendue relate l'histoire de l'ascension et de la douloureuse descente en 1985 du Siula Grande, au Pérou, par les alpinistes britanniques Joe Simpson et Simon Yates. En 2004, le film remporte le British Academy Film Award du meilleur film britannique — alors appelé Alexander Korda Award. Coïncidence, Alexander Korda, émigré hongrois propriétaire de London Films, avait engagé le grand-père de Kevin Macdonald comme scénariste lors de l'arrivée de ce dernier en Angleterre en 1935.
En 2009, Kevin Macdonald est engagé par Universal Pictures pour réaliser Jeux de pouvoir, un thriller américain avec Russell Crowe et Ben Affleck, qui est une adaptation cinématographique de la mini-série du même nom de la BBC, diffusée en 2003.

## Filmographie

### Comme réalisateur

#### Films de fiction
- 2003 : La Mort suspendue (Touching the Void)
- 2006 : Le Dernier Roi d'Écosse (The Last King of Scotland)
- 2009 : Jeux de pouvoir (State of Play)
- 2011 : L'Aigle de la Neuvième Légion (The Eagle)
- 2013 : Maintenant c'est ma vie (How I Live Now)
- 2014 : Black Sea
- 2021 : Désigné coupable (The Mauritanian)

#### Films documentaires
Cinéma
- 1996 : Chaplin's Goliath, sur l'acteur Eric Campbell
- 1997 : The Moving World of George Rickey, sur le sculpteur George Rickey
- 1998 : Donald Cammell: The Ultimate Performance, sur le réalisateur Donald Cammell
- 1999 : Un jour en septembre (One Day in September), sur la prise d'otages des Jeux olympiques de Munich
- 2000 : A Brief History of Errol Morris, sur le documentariste Errol Morris
- 2007 : Mon meilleur ennemi (My Enemy's Enemy), sur le criminel de guerre Klaus Barbie
- 2011 : Un jour dans la vie (Life in a Day)
- 2012 : Marley, sur le chanteur Bob Marley
- 2016 : L'Échelle céleste : L'Art de Cai Guo-Qiang (Sky Ladder: The Art of Cai Guo-Qiang), sur l'artiste plasticien Cai Guo-Qiang
- 2018 : Whitney, sur la chanteuse Whitney Houston
- 2024 : One to One: John & Yoko, sur le chanteur John Lennon et sa compagne Yoko Ono

Télévision
- 1995 : The Making of an Englishman, adaptation de sa biographie sur son grand-père, Emeric Pressburger
- 1997 : Howard Hawks: American Artist, sur le réalisateur Howard Hawks
- 2000 : Humphrey Jennings: The Man Who Listened to Britain, sur le réalisateur Humphrey Jennings
- 2001 : Being Mick , sur le chanteur Mick Jagger

### Comme scénariste
- 1995 : The Making of an Englishman
- 1996 : Chaplin's Goliath
- 2007 : Mon meilleur ennemi (My Enemy's Enemy)
- 2018 : Whitney

## Distinctions
- Un jour en septembre (One Day in September) :
  - 2000 : Oscar du meilleur film documentaire
  - 2000 : Douglas Hickox Award des British Independent Film Awards
- La Mort suspendue (Touching the Void) : 
  - 2004 : meilleur film des Evening Standard British Film Awards
  - 2004 : British Academy Film Award du meilleur film britannique
- Le Dernier Roi d'Écosse (The Last King of Scotland) : 
  - 2006 : meilleur réalisateur des British Independent Film Awards
  - 2007 : British Academy Film Award du meilleur film britannique